# Pastel carelio

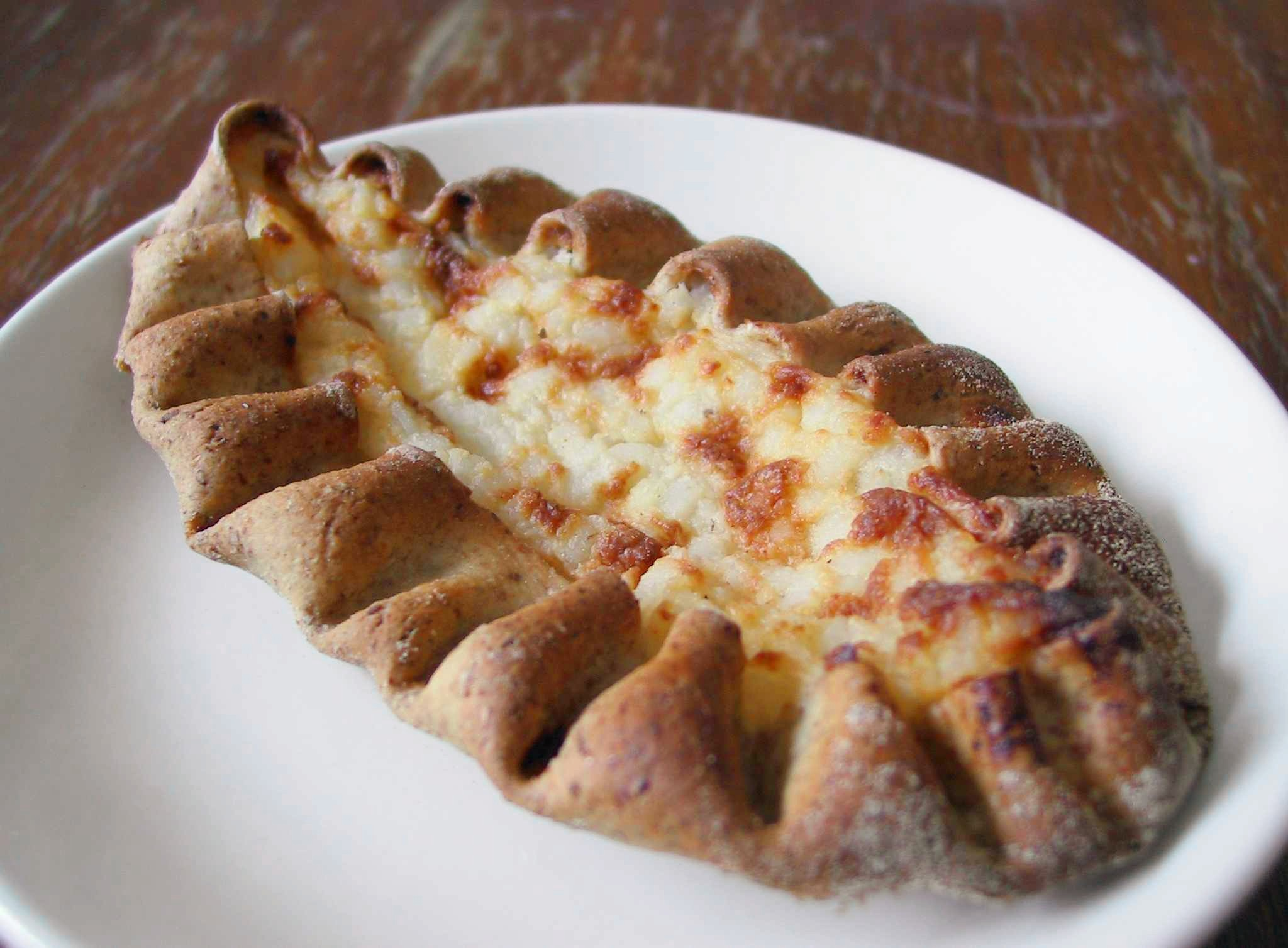

El pastel carelio (en carelio: kalittoja; en finés: karjalanpiirakat) es un bocadillo de pastel tradicional de la región finlandesa de Carelia, aunque hoy en día son consumidos comúnmente en todo el país.
Los pasteles tradicionales más antiguos tenían una corteza de centeno, pero las variantes de Carelia Septentrional y Ládoga Carelia usaban el trigo junto con el centeno para mejorar las características del horneado. Los rellenos comunes del pastel en estas épocas eran la cebada y la talkkuna.
Hoy en día la receta más común es elaborarlos con una delgada corteza de centeno y rellenarlos con arroz. La mantequilla, a veces mezclada con huevos cocidos (munavoi), suele agregarse sobre el pastel antes de comerse.